# Вёре-Воруаз
Вёре-Воруаз (фр. Veurey-Voroize) — коммуна во Франции, находится в регионе Рона — Альпы. Департамент коммуны — Изер. Входит в состав кантона Фонтен-Сассенаж. Округ коммуны — Гренобль.
Код INSEE коммуны — 38540.

## Демография
Население коммуны на 2009 год составляло 1 386 человек.
Динамика населения (INSEE):

## География
Населённый пункт находится на высоте от 178  до 1 620  метров над уровнем моря,на левом берегу реки Изер. Муниципалитет расположен на расстоянии около 470 км юго-восточнее Парижа, 85 км юго-восточнее Лиона, 13 км северо-западнее Гренобля.

## Власть

#### Мэры
Действующий мэр коммуны — Гай Жульен, мандат действует на протяжении 2008—2014 гг.
Предыдущий мэр коммуны — Даниэль Зенатти, руководил с 2001—2007 гг.

## Города-побратимы
- Кастильон-Фибокки (Италия)
- Дешайон-Сюр-Сен-Лоран (Квебек)